# Вашингтон, Уильям Таунсенд
Уильям Таунсенд Вашингтон (англ.  William Townsend Washington, 1802, Виргиния — 11 августа 1827, Нафплион) — американский филэллин, участник Освободительной войны Греции 1821—1829 годов.
В историографии этой войны отмечен главным образом как убеждённый противник передачи ещё невосозданного греческого государства под официальный контроль Великобритании.
Приходился родственником первому президенту США Джорджу Вашингтону (Уильям Сент-Клер (William St. Clair) пишет "молодой человек, по прибытии представился лейтенантом и племянником Джорджа Вашингтона", Д. Фотиадис упоминает его как племянника Джорджа Вашингтона:Γ-238 ) что являлось политическим капиталом У. Вашингтона и усиливало его политическую позицию в греческих делах.

## Биография
Уильям Вашингтон  был уроженецем североамериканского штата Вирджиния. Окончил военную академию Вест-Пойнт. В звании лейтенанта (υπολοχαγός) служил в 4м артиллерийском полку американской армии. Некоторое время пребывал во Франции, где стал дружен с генералом Лафайетом. По возвращении в США военный министр Джон Кэлхун назначил его на преподавательскую должность в американской армии.
Весной 1821 года началась Освободительная война греков за освобождения страны от османского ига.
Греческая революция и Освободительная война греков вызвали в Европе явление филэллинизма. Греческий историк Янис Кордатос писал: «в действительности не было филэллинов, за исключением немногих демократов Европы», а Георгиос Лайос: «Движение филэллинов имело явно выраженную политическую ориентацию».
Непосредственное участие в войне приняло около 1 тыс. иностранных добровольцев. Вилльям Сен-Клер в своём списке именует 940 филэллинов, из которых 16 были американцами. Среди них наибольшую известность получили Джордж Джарвис и Самуэл Хауи.

## СШАиГреческая революция
Священный союз европейских монархий встретил Освободительную войну греков враждебно.
Правительство США ограничилось симпатиями, но решило придерживаться нейтралитета:
- Из обращения президента США Джеймса Монро 4 декабря 1822 года касательно Греческой революции:

…долголетнее отсутствие этой страны, пребывавшей под тёмным гнётом, глубоко печалило мужественные духи прошлого.

Было естественным, что новое явление этого народа в своём первоначальном характере, сражающимся за свою свободу, вызвало энтузиазм и симпатию повсюду в США.— 
- Из ответа американского правительства на греческий запрос о помощи от 18 августа 1823 года:

С одной стороны, США желают видеть греков победителями, с другой стороны, США не могут в силу своего международного положения участвовать в войне, в ходе которой они придерживаются нейтралитета. США находятся в мирных отношениях со всем миром.— 
Нейтралитет США не стал помехой нескольким американским филэллинам принять участие в Освободительной войне Греции 1821—1829 годов.

## Отъезд в сражающуюся Грецию
Уильям Вашингтон первоначально был вовлечён в деятельность американских филэллинских комитетов.
Тронутый греческим вопросом и продолжающейся неравной борьбой греков подал в отставку со своей должности в американской армии, с тем чтобы отпраиться в Грецию и принять непосредственное участие в Освободительной войне греков. Он осознавал что его фамилия имела огромное и первостепенное значение в силу его родства с первым президентом сша
Этот политический капитал Вашингтон использовал для продвижения своих планов для/в Греции.
Уильям Вашингтон прибыл в Грецию в июне 1825 года в качестве посланника филэллинского комитета Бостона.
Эдвард Эверетт (Edward Everett, 1794 -1865), основатель комитета, в сопроводительном письме греческому политику Александру Маврокордатосу рекомендовал Вашингтона как преданного греческому делу молодого офицера.
По прибытии в Грецию У. Вашингтон носил мундир офицера гусара.
Он был шестым американским филэллином прибывшим в Грецию в качестве представителя филэллинских комитетов.
Ему предшествовали Джордж Джарвис (в 1822 году), и офицер Джонатан Миллер, морской офицер John M. Allen и Richard W. Ruddock -все трое прибыли в 1824 году
Самый известный американский филэллин, врач Самуэл Хауи, прибыл в январе 1825 года.
В период деятельности Вашингтона в Греции, прибыл и американский филэллин Merrett Bolles который будучи капитаном ВМФ США, служил в составе регулярного корпуса греческих повстанцев под командованием француза полковника Шарля Фавье с 1825 по июль 1826.

## Обстановка в Греции
Вашингтон прибыл в Грецию в критический момент греческой борьбы. Зимой 1824 года на Пелопоннессе высадились египетские войска Ибрагима-паши, организованные французскими офицерами и с их участием.
Это был период пика греческой междуусобицы, греческие силы были разрозненны, многие военачальники находились в заключении в тюрьмах.
Военный министр Папафлессас, осознав пагубность политики междуусобицы, которой и сам был участником, встал с небольшим отрядом перед армией Ибрагима и пал в “Леонидовом сражении”:Г-94 при Маньяки в мае 1825 года Перед лицом смертельной опасности для восставшей Греции правительство было вынуждено освободить из заключения самого авторитетного военачальника Теодора Колокотрониса и назначить его командующим всех (иррегулярных) сил.
Осознавая что греческие иррегулярные силы не могли противостоять в регулярной войне армии Ибрагима, Колокотронис вновь обратился к тактике партизанской войны.

## Планы создания профессиональной армии
Попытки создания регулярной армии были предприняты ещё в начале Освободительной войны как в ходе военных действий предпринятых гетеристами в Молдово-Валахии так и с началом восстания  на Пелопоннесе в марте 1821 года.
При этом личный состав создававаемого (ядра) соединения состоял в своём огромном большинстве из неимевшей военный опыт студенческой молодёжи греческой диаспоры и немногих представителей диаспоры имевших опыт службы в европейских армиях.
В июле 1821 года Дмитрий Ипсиланти поручил корсиканцу Иосифу Балесту организацию корпуса регулярной армии: Δ-333. Балест организовал 3 роты по 100 бойцов из греческих добровольцев с Ионических островов, имевших опыт службы в регулярной армии под российским и британским флагами, добровольцев из Ионии (прибрежная западная Малая Азия) и иностранных добровольцев-филэллинов.
При этом местные жители не проявляли желания оставить отряды своих местных командиров, а западноевропейские добровольцы до конца войны прибывали в частном порядке или небольшими группами, но всегда в ограниченных числах, что не позволяло создание других единиц кроме одного единственного регулярного полка (в действительности батальона).
После разгрома регулярного полка при Пета в июле 1822 года идея создания регулярной армии и без того встреченная скептически иррегулярными военачальниками не получила дальнейшего развития.
В ответ на предложения некоторых филэллинов и с тем чтобы противостоять регулярной армии Ибрагима с мая 1825 года временное правительство Греции запросило у филэллинского комитета Лондона для усиления повстанческих сил отправку в Грецию до 4 тысяч “добровольцев”, хотя по сути речь шла о наёмниках.
К тому же уже с октября 1824 года филэллинские комитеты США предложили филэллинскому комитету Лондона создание корпуса “добровольцев” который был намерен финансировать. Лондон запросил одобрение греческого правительства. Это предложение не был реализовано, вероятно потому что греческие военачальники считали что некоторые греческие политики используют этот корпус для установления своего господства. Иррегулярных военачальников беспокоило также что существовавние организованного регулярного корпуса будет означать что и они сами должны будут подчиниться канонам дисциплины.
Однако о необходимости создания иностранного корпуса регулярной армии писали из Лондона, где они вели переговоры о британском займе и греческие политики Андреас Луриотис и Иоаннис Орландос (Ανδρέας Λουριώτης - Ιωάννης Ορλάνδος).
Одновременно с этими шагами с июля 1825 года Шарль Фавье взялся за (вос)создание (ядра) регулярной армии из греков и филэллинов, которая по-прежнему была ограничена одним полком и не решало вопрос создания армии.
Многие филэллины рассматривали положительно перпективу создания профессианального корпуса “добровольцев”.

## Роль У. Вашингтона в планах создания наёмной армии
Вашингтон прибыл в Грецию в июне 1825 года, и вновь затронул вопрос о создании «Иностранного легиона» для дальнейшего усиления сражающихся греков.
Он не мечтал о корпусе укомплектованном исключительно американскими добровольцами. В своём исследовании о американских филэллинах Танос Вагенас приводит отрывок из речей У. Вашингтона: «Предлагаю укомплектовать этот корпус офицерами всевозможных рас – американцами, французами, итальянцами, немцами и ирландцами и, если греческая администрация потребует пропорции между различными нациями, я принимаю это соглашение. Солдаты этого легиона должны быть набраны в Ирландии, но если английские власти воспрепятствуют этому, предлагаю Швейцарию и, в последнюю очередь, Америку». Вагенас отмечает что переход добровольцев из Ирландии или Швейцарии был несравненно более лёгким решением нежели из Америки.
Вашингтон имел конкретные идеи о организации - составе этого корпуса и, вероятно, стремился быть поставленным во главе его, поскольку “нёс тяжёлое историческое имя”.
На острове Идра он встретился с членами семьи судовладельцев Кунтуриотисов, тем более что Кундуриотис, Георгиос в этот период был Председателем Временного правительства Греции.
После чего он отправился в близлежащий город Нафплион бывший тогда временной столицей восставшей страны, для встречи с А. Маврокордатосом для которого у него было сопроводительное письмо.
В июле 1825 года он представил Маврокордатосу свой полный план в письменной форме, вместе с детальным расчётом расходов на содержание и транспортировку армии в Грецию.
Для добровольцев которые будут сражаться в Греции он запросил права гражданина Греции, в случае если они пожелают остаться в стране после её освобождения.
В своём письме Маврокордатосу он официально запросил одобрение греческой администрацией своего плана, с тем чтобы он направился в Лондон, Париж и Дублин для набора офицеров. После чего он возглавит Легион и направится с ним в Грецию.

## Геополитическая борьба
Как и другие члены Священного союза европейских монархий Великобритания встретила известие о начале Освободительной войне греков враждебно, как мятеж части населения Османской империи против своего, хотя и не христианского, сюзерена, рассматривая также борьбу греков в контексте революционных движений в Италии и Испании начала XIX века.
Кроме этого Британия оставалась верна политической догме о незыблемости Османской империи, которую рассматривала как волнолом против геополитической экспансии Российской империи на юг.
Британия по-прежнему не верила в успешный исход борьбы греков, но продолжающаяся 5 лет кровавая война, создававшая большие проблемы в Восточном Средиземноморье, вынудила британских политиков рассмотреть альтернативные решения греческой проблемы, не выходящие однако за рамки британских догм и под британским контролем.
В этом аспекте было характерным предложение поставить во главе ещё не созданной наёмной армии Чарльза Нейпира британского офицера и наместник британских властей на острове Кефалиния.
В связи с этим предложением историк Д. Фотиадис: В-215 B215
напоминает изречение сулиота Маркоса Боцариса что «греки являются рабами там где развевается британский флаг» и указывает что в сентябре 1822 года и после поражения греков при Пета, когда выжившие из блокады сулиоты сумели переправитья на остров Кефалиния и находились ещё в карантине, именно Напьер, будучи наместником и комендантом острова, пытался вырвать у них признание что виновником греческой революции был грек Иоанн Каподистрия бывший ещё на российской службе и, следовательно, греческая борьба была в действительности проявлением российской политики.
Свои геополитические планы в отношении сражающейся Греции преследовала и Франция.
В апреле 1825 года в Грецию прибыл представитель филэллинского комитета Парижа генерал Рош (Roche), оторый пытался убедить греческого военачальника Георгиоса Караискакиса в необходимости прибытия наёмной армии.
При этом генерал Бош, не имея аналогичных конкретных французских планов и не поддерживая британские планы, по сути поддерживал предложение Вашингтона.
Однако действительной («тайной»: Δ-371) миссией генерала Роша было убедить греков возвести на престол страны француза герцога Немурского: Δ-14.
Д. Фотиадис пишет, что в то время как армия Ибрагима представляла реальную угрозу Пелопоннесу и восставшей Греции в целом, а Т. Колоктронис мобилизовывал все располагаемые нацией силы для спасения Отечества, правительство Г. Кундуриотиса и секретаря А. Маврокордатоса вело разговоры о наёмной армии чужестранцев, в частности из Америки, которая будет противостоять Ибрагиму:Г-90.
Коккинос пишет, что возложение спасения на несуществующую армию говорит о потере контакта с реальностью, не говоря уже о том, что Ибрагим не был намерен ждать её прибытия если бы даже она существовала.
В результате геополитических антагонизмов, миссии генерала Роша и плана У Вашигтона, Британия пошла на опережение и создание условий при которых при любом исходе войны Греция будет находиться по сути под британским контролем, ограниченная географически лишь полуостровом Пелопоннес и с ограниченным суверенитетом аналогичным с Дунайскими княжествами.
При этом главными инструментами британской политики в греческом вопросе стали британские займы, предоставление которых было крайне необходимым для продолжения войны, но связывало возрождающееся государство экономически и политически на десятилетия вперёд.
Через пробританских политиков и главным образом А. Маврокордатоса насаждалась идея что единственным спасением восставшей страны является передача контроля над ней Великобритании, с подписанием греческими политическими и военными лидерами так называемого «Акта подчинения» (Πράξη Υποτελείας) Великобритании.

## “Акт подчинения” – отъезд У.Вашингтона
А. Маврокордатос со своими сподвижниками начал сбор предварительных подписей у военных и политических лидеров и сумел получить подписи даже от своих противников, включая Т. Колокотрониса.
После чего и в сговоре с командующим британской эскадры в Эгейском море Джорджем Гамильтоном он организовал 22 июля 1825 года совместное заседание временного правительства и парламента чтобы зафиксировать (документом) «желание нации доверить свою свободу и независимость Британии».
Под документом подписались почти все присутствующие, за исключением представителей т.н. “французской партии” Колетиса и Христидиса.
Среди последовавших многочисленных протестов Д. Фотиадис отмечает протест “племянника Джорджа Вашингтона”, который в своём письме греческому правительству писал что принял решение уехать, поскольку после предоставления греческого суверенитета Англии для него не было более никакого смысла оставаться в Греции:Г-238.

## Возвращение в Грецию и смерть

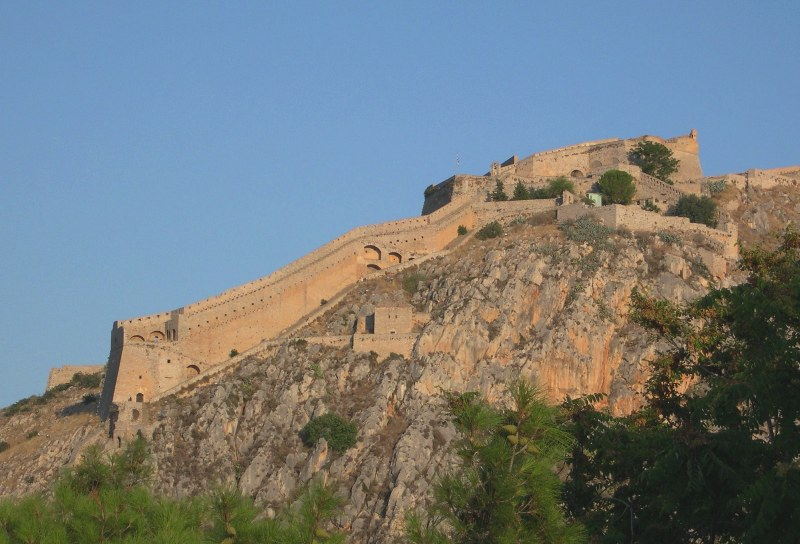
Крепость Паламиди – место смертельного ранения У. Вашингтона.

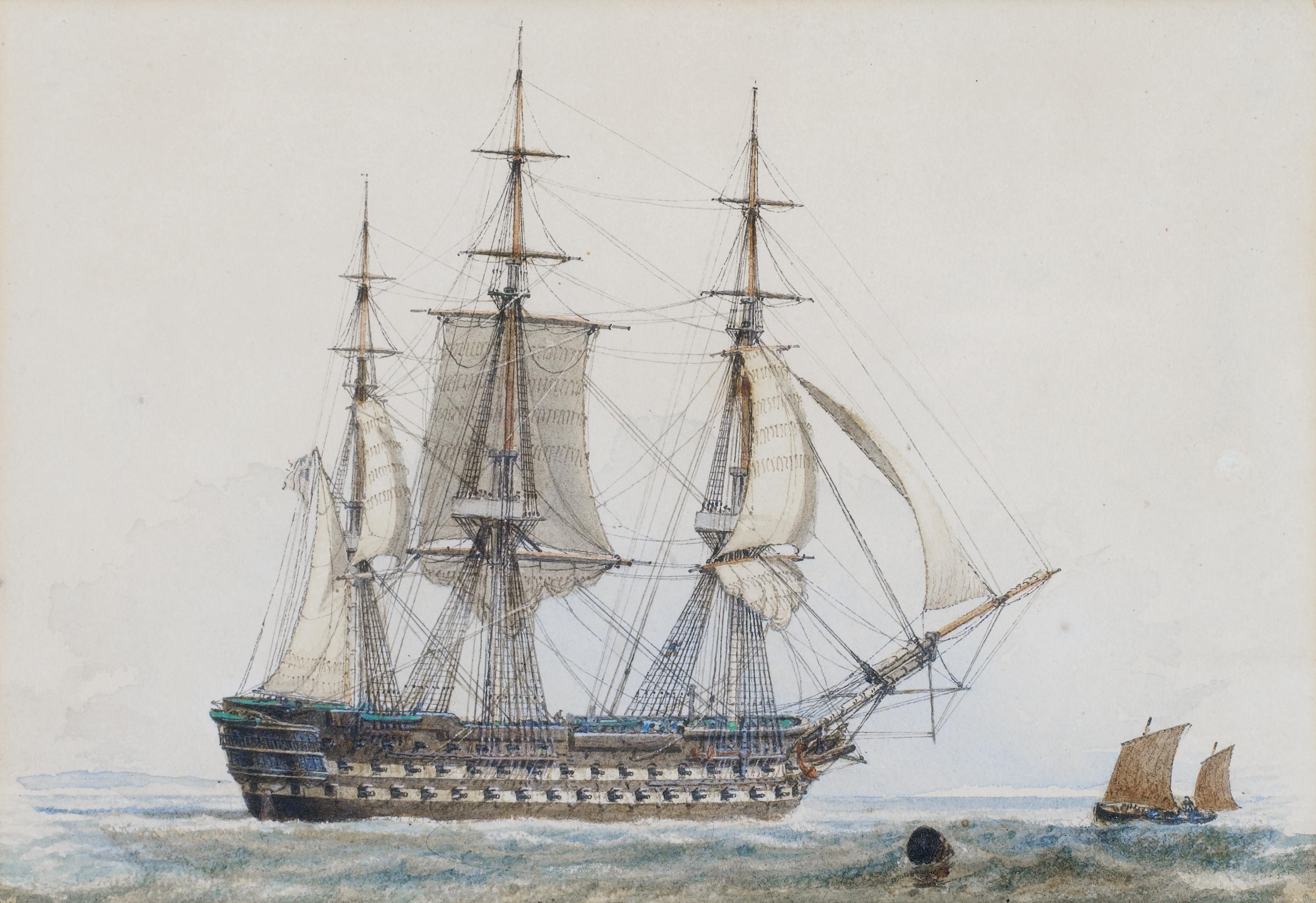
Линейный корабль H.M.S. Asia, на борту которого У. Вашингтон умер.

Летом 1825 года Вашингтон покинул находящуюся на перепутье и в хаосе страну и запрограммировал свой отъезд в Америку через малоазийскую Смирну. Здесь и злоупотребляя своей неприкосновенностью как американский гражданин, он демонстративно носил греческую фустанеллу, что в условиях войны с греками являлось для турок своего рода вызовом:Г-238.
Позиция США в греческом-британском вопросе задела его настолько что, 27 августа он написал резкое письмо с критикой (политики) своей страны.
Однако как только он получил информацию что “британский вопрос” завяз и Британия медлит с установлением своего контроля в Греции, в октябре он вернулся в сражающуюся Грецию и, согласно Д. Фотиадису, вступил в регулярный полк в звании капитана:Г-238.
По имеющейся информации У. Вашингтон принимал участие в обороне города Месолонгион, который осаждал Решид Мехмед-паша во главе армии султана.
В осаждённом городе У. Вашингтон тяжело заболел, покинул Месолонгион и длительное время лечился.
В мае 1827 года он перебрался на находивши	с под британским контролем остров Закинф. По слухам там он влюбился в находившуюся на острове Василики, дочь погибшего сулиота и героя войны Маркоса Боцариса. Однако брат Маркоса, Боцарис, Костас отказался выдать племянницу замуж.
Восстановив здоровье У. Вашингтон переправился на Пелопоннес где вступил в отряд сулиота военачальника Н. Фотомараса. Упоминается что он сражался храбро.
Его смертельное ранение в Нафплионе 16 июля 1827 года было вызвано греческой междоусобицей в результате артиллерийской перестрелки между крепостями Паламиди (гарнизоном которой с 1824 года командовал Н. Фотомарас) и Акронафплия.
Он был доставлен на британский линейный корабль «Азия» (впоследствии флагман британского флота на Средиземном море), где и умер.
Он умер в возрасте 25 лет, “страстно служа идеалам, в которые он верил, и Греции, которую он так любил”.
Вашингтон был похоронен на близлежащем острове Идра, где двумя годами раннее он впервые вступил на греческую землю.

## Память
В 2021 году Греция отмечала двухсотлетие начала Освободительной войны. В связи с этим событием муниципалитет острова Идра, на кладбище которого покоятся останки Вашингтона, приняло решение дать двум улочкам (на острове нет автотранспорта) Идры имена американских филэллинов У. Вашингтона и Д. Джарвиса «с целью возродить общие исторические узы Идры и США».
Одновременно, Пайетт, Джеффри, бывший в период 2016-2022 годов послом США в Греции (а до того в Киеве 2013-2016) в ходе его весьма активной деятельности для улучшения имиджа США в Греции, возложил венок на могилу У. Вашингтона вместе с иерархами Идры.